# Kom, o Jesu, huru länge
 Kom, o Jesu, huru länge är en tysk psalm i sex verser, av Paul Gerhardt, "Komm, O Jesu, wie so lange".  Känd från "Luneburgisches Gesangbuch" 1686. Av okänd översättare införd i "Manuale Sveticum" 1687. En inte alltför omfattande bearbetning utfördes av kommittén för Psalmboksförslaget 1814, samt av Johan Olof Wallin för förslaget 1816 och det slutgiltiga i 1819 års psalmbok. Melodin är Älskar barnet modersfamnen. nr 472 i 1819 års psalmbok
Psalmen handlar om bön att snart få vara Kristus i himlens glädje och inleds 1695 med orden:
Kom o Jesu! huru länge
Skal jagh migh ännu quwälja här

## Publicerad som
- Nr 396 i 1695 års psalmbok under rubriken "Suckan i Dödzångest".
- Nr 472 i 1819 års psalmbok under rubriken "Med avseende på de yttersta tingen: En trogen själs glädje att skiljas hädan".
- Nr 556 i 1937 års psalmbok under rubriken "Det kristna hoppet inför döden".